# Tín Nghĩa, Cơ Long

Vị trí tại Cơ Long

Tín Nghĩa (tiếng Trung: 信義區; bính âm: Xìnyì Qū) là một khu (quận) của thành phố Cơ Long, tỉnh Đài Loan, Trung Hoa Dân Quốc (Đài Loan). Quận nằm ở phía đông thành phố và là một khu vực tập trung các cơ sở văn hóa và giáo dục của thành phố. Tín Nghĩa có diện tích 10,6704 km, dân số vào tháng 8 năm 2011 là 50.915 người thuộc 20.176 hộ gia đình, mật độ cư trú đạt 4771,6 người/km².